# 章德良
章德良，中华人民共和国政治人物、外交官。
1989年，接替张真担任中华人民共和国驻约旦大使。1993年，由王世杰接任。